# Rajeev Chandrasekhar
Rajeev Chandrasekhar (nacido el 31 de mayo de 1964) es un político indio de Kerala afincado en Bangalore y ministro del Ministerio de Desarrollo de Habilidades y Emprendimiento, y el de Electrónica y Tecnología de la Información de la India. También es empresario, tecnócrata y miembro del Parlamento en la cámara alta (Rajya Sabha) de BJP en representación de Karnataka. También se desempeñó como portavoz nacional de BJP y fue vicepresidente de la fracción de Kerala de la coalición liderada por el BJP, la Alianza Democrática Nacional. Es el cuarto ministro central del BJP de Kerala.
Chandrasekhar se desempeñó como miembro del Comité Parlamentario Permanente de Finanzas, miembro del Comité de Cuentas Públicas (PAC), miembro del proyecto de ley del Comité Conjunto sobre la Protección de Datos de 2019 y miembro del Comité Consultivo de Ministerio de Relaciones Exteriores y el Ministerio de Comunicaciones, miembro del Consejo Indio de Asuntos Mundiales.
Chandrasekhar se desempeñó como miembro del Parlamento, Comité Permanente de Defensa, Comité Consultivo de Finanzas, Comité Asesor Central del Cuerpo Nacional de Cadetes, Copresidente del Comité de Coordinación y Monitoreo del Desarrollo del Distrito, Distrito Urbano de Bangalore. Se desempeñó como miembro de los comités selectos de Rajya Sabha para el Impuesto sobre bienes y servicios y las facturas de bienes raíces, etc.
Chandrasekhar es el fundador y asesor de la junta directiva de Jupiter Capital Private Limited.

## Educación y primeros años
Rajeev nació de padres Keralite y Nair en Ahmedabad, Guyarat. Su padre, M.K. Chandrasekhar, era un comodoro aéreo de la Fuerza Aérea India y fue entrenador de Rajesh Pilot. Su hogar ancestral está en Kondayur cerca de Desamangalam en el distrito de Thrissur de Kerala.
Estudió en varias escuelas de la India y estudió ingeniería eléctrica en el Instituto de Tecnología de Manipal. Completó la Maestría en Ciencias de la Computación en 1988 del Instituto de Tecnología de Illinois, Chicago. Vinod Dham lo eligió personalmente para Intel y trabajó allí desde 1988 hasta 1991. En Intel fue parte del equipo de arquitectura que diseñó el procesador I486. Completó un programa de gestión avanzada de la Universidad de Harvard.

## Carrera

### Emprendedor
En 1991, después de regresar a la India, pasó a formar parte del BPL Group. En 1994, Chandrasekhar fundó BPL Mobile. Entonces era una de las principales empresas de telecomunicaciones de la India con licencia sobre lugares como Bombay. En julio de 2005, vendió su participación del 64 por ciento en BPL Communications a Essar Group por US $ 1,1 mil millones.
Chandrasekhar fundó Jupiter Capital en 2005, con una inversión inicial de US $ 100 millones, y actualmente tiene inversiones y activos administrados por más de US $ 800 millones en tecnología, medios, hospitalidad y entretenimiento.
En abril de 2013, Chandrasekhar recibió un diplomado honorífico causa por la Universidad Tecnológica de Visvesvaraya en Belgaum, por su trabajo como emprendedor.
Según la declaración jurada presentada por Chandrasekhar ante la Comisión Electoral de la India en 2018, tiene un ingreso anual de 28 millones de rupias y activos familiares valorados en 65 millones de rupias. También tenía acciones en seis empresas no cotizadas: Vectra Consultancy Services, SPL Infotech PTE, Jupiter Global Infrastructure, Minsk Developers, RC Stocks & Securities y Sanguine New Media. Además de esto, indirectamente tiene participaciones en Axiscade Engineering Technologies, Jupiter Capital Private Limited, Mistral Technology Assystem Axiscades, Tayana Digital, Hindustan Infrastructure Projects & Engineering Pvt Ltd, etc.

### Medios
A finales de 2006, Chandrasekhar entró en la incursión de los medios a través de inversiones realizadas en Asianet Communications Ltd. a través de su Jupiter Capital Private Limited. A finales de 2008, entró en una empresa conjunta con News Corp de Rupert Murdoch como Asianet Star Communications. En mayo de 2008, fundó Asianet News Online Private Ltd. (ANOPL), que tiene medios de comunicación como Asianet News, Suvarna News, el portal en línea Newsable, etc. En 2016, a través de ANOPL, invirtió casi 60 millones de rupias en ARG Outlier Media, el holding de Republic TV. En mayo de 2019, ANOPL diluyó la participación accionaria en Republic TV después de que Chandrasekhar se convirtiera en miembro del Parlamento, Rajya Sabha como miembro del Partido Popular Indio en 2018.

### Actividades sociales y culturales (literarias y artísticas), logros y otros intereses

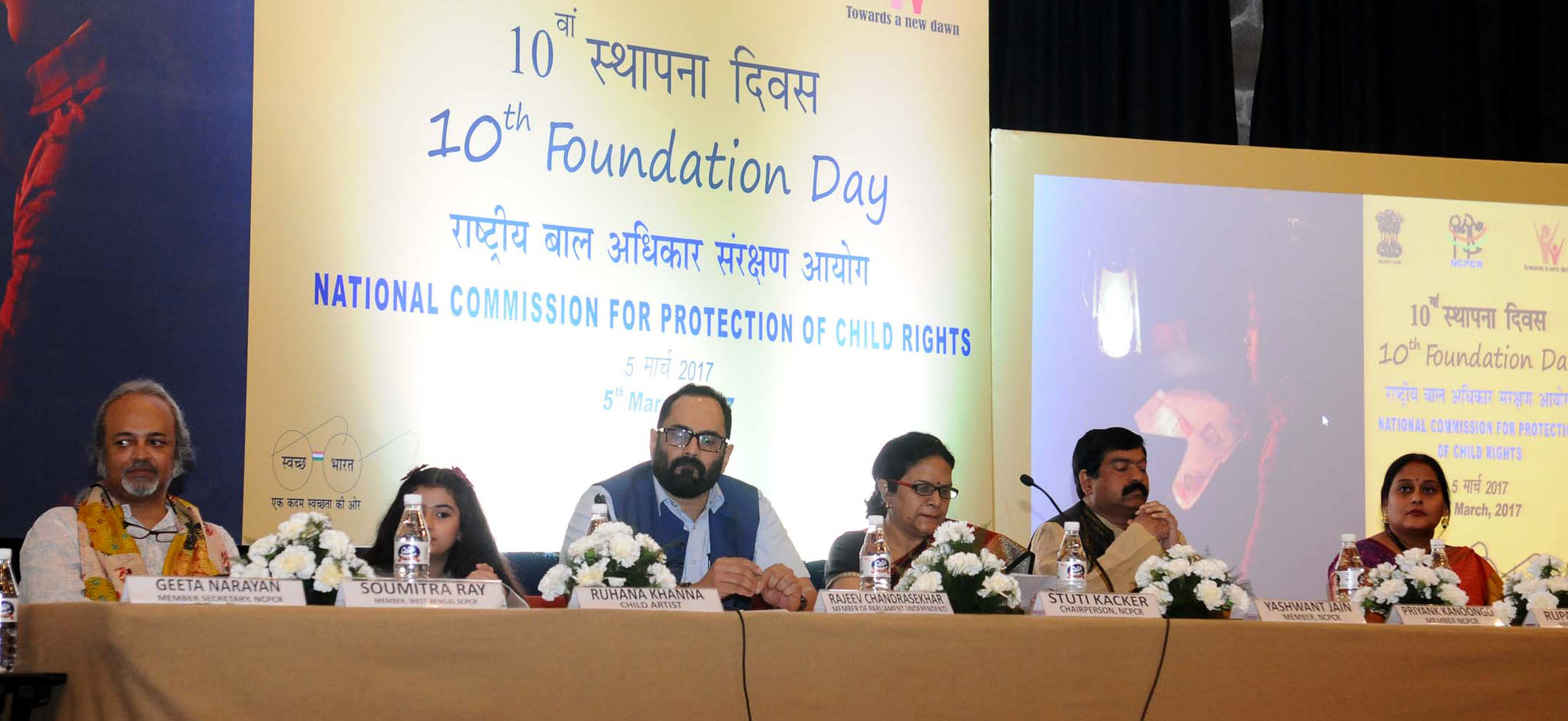
Rajeev Chandrasekhar con la Presidenta de la Comisión Nacional para la Protección de los Derechos del Niño de la India, Stuti Kacker en el décimo Día de la Fundación de la Comisión Nacional para la Protección de los Derechos del Niño, en Nueva Delhi.jpg

Fundador y administrador de la Fundación RC, que se centra principalmente en programas destinados a la educación primaria para niños de sectores económicamente más débiles; Fundador, (i) Fundación Banderas de Honor que ayuda a las familias de los Mártires de las Fuerzas Armadas en todo el país y (ii) Fundación Namma Bengaluru, una organización que trabaja para hacer de Bengaluru una ciudad modelo y tiene como objetivo ser la voz de la gente en el ámbito de las reformas de gobernanza y la participación ciudadana; ha estado a la vanguardia en la recaudación de fondos y recursos para causas importantes como el apoyo a las personas afectadas por el tsunami, el personal de guerra y defensa de Kargil, el entrenamiento de tribus en la región de Kalahandi de Odisha y la rehabilitación de niños afectados por el trágico incendio de una escuela en Kumbakonam en Tamil Nadu; interesado en la tecnología y en las alianzas público-privadas para el desarrollo de la infraestructura del país, las finanzas públicas, la gobernanza y la seguridad nacional

### Política
Actualmente, es el ministro de Tecnología de la Información en el gobierno de Modi. Anteriormente fue Portavoz Nacional de BJP.
En el Parlamento, defensor vocal de la gobernanza, la tecnología y la economía. Como diputado en su primer mandato, fue el primero en plantear la corrupción como 2G Scam en el parlamento y es un diputado abierto en cuestiones que conciernen a la gobernanza. Rajeev se centra en las reformas en la economía y la gobernanza, la tecnología y la Internet, cuestiones relacionadas con la juventud y cuestiones relativas a la seguridad nacional y la gobernanza urbana sostenible de Bangalore,

#### Miembro del Parlamento
Rajeev Chandrasekhar fue miembro independiente de Rajya Sabha en representación de Karnataka desde abril de 2006 hasta abril de 2018. En abril de 2018, fue reelegido para el Rajya Sabha de Karnataka para un tercer mandato de seis años como miembro del BJP. Ha abogado por reformas de gobernanza, desarrollo institucional, libertad en Internet, seguridad nacional, bienestar del personal de las Fuerzas Armadas y construcción sostenible de la ciudad de Bangalore y Karnataka.

#### Ministro de Estado
En el segundo ministerio de Modi se convirtió en ministro de Estado tras la reorganización del gabinete en julio de 2021.

## Cargos ocupados
- 1999 - 2002 Miembro, Comité Asesor, Ministerio de Tecnología de la Información, Gobierno de India Presidente, Grupo de Trabajo de Infraestructura, Gobierno de Karnataka
- 1999-2003 Miembro del Consejo de Comercio y Desarrollo del Primer Ministro
- Miembro del Parlamento, Rajya Sabha
- Miembro del Comité Permanente de Defensa
- Miembro del Comité Consultivo de Finanzas
- Miembro del Comité Asesor Central del Cuerpo Nacional de Cadetes
- Copresidente del Comité de Coordinación y Monitoreo del Desarrollo del Distrito, Distrito Urbano de Bangalore.
- Fundador y Asesor de la Junta, Jupiter Capital Pvt. Limitado.
- Fundador y donante principal - Fundación Flags of Honor
- Fundador y Fideicomisario de la Fundación Namma Bengaluru
- Fundador y Fideicomisario Gerente - RC Foundation (RCF)

## Vida personal
Rajeev está casado con Anju Chandrasekhar, la hija de T.P.G. Nambiar, el fundador de BPL Group y reside en Koramangala, Bangalore. Tienen un hijo, Ved, y una hija, Devika. Su madre Anandavalli Amma y su padre MK Chandrasekhar también residen en Bangalore.

## Honores, premios y reconocimientos internacionales
- Honrado por el Comando Occidental del Ejército de los Estados Unidos en el elogio por su trabajo para las Fuerzas Armadas y los Veteranos.
- La revista India Today lo clasificó en el puesto 41 en la lista de las 50 personas más poderosas de India de 2017.[19]
- El Instituto de Tecnología de Illinois le dio el premio IIT Global Service en 2007.

### Otras lecturas
- Sanghvi, Vir (2012). Men of Steel. Roli Books Private Limited. ISBN 9788174368256.
- Denyer, Simon (2012). Rogue Elephant: Harnessing the Power of India's Unruly Democracy. A&C Black. ISBN 9781408849767.

- Datos: Q7285934